# Zwitserse parlementsverkiezingen 1851
De Zwitserse parlementsverkiezingen van 1851 vonden plaats op 26 oktober 1851. Er werden 120 leden van de Nationale Raad (negen meer dan in 1848) en 44 leden van de Kantonsraad verkozen. De linkse radicalen behaalden bij deze verkiezingen een meerderheid in de Nationale Raad van 78 van de 120 zetels. De tweede legislatuur die hierop volgde ging van start op 1 december 1851 en duurde drie jaar.

## Verloop van de verkiezingen

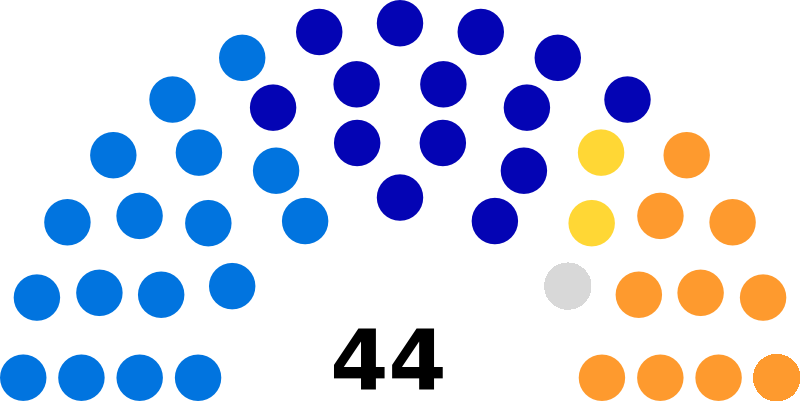
Zetelverdeling in de Kantonsraad.

De federale verkiezingen van 1851 waren de eerste die verliepen volgens de federale wet van 21 december 1850 betreffende de verkiezingen van de Nationale Raad. Deze wet voerde volgende regels in:
- Het aantal kiesdistricten daalt van 52 naar 49 (art. 1).
- Enkel mannen die over hun burgerrechten beschikten van minstens 20 jaar zijn kiesgerechtigd (art. 3).
- Enkel seculiere burgers hebben het recht zich verkiesbaar te stellen (art. 6).
- Het cumulverbod tussen het mandaat van Bondsraadslid, Nationale Raadslid en Kantonsraadslid (art. 7).
- De verkiezingen vinden plaats op de laatste zondag van oktober. Dit is nog steeds het geval. (art. 9).
- De kantons hebben de bevoegdheid om de modaliteiten van de verkiezingen te bepalen (art. 12).
- De Nationale Raad wordt verkozen volgens een meerderheidssysteem (art. 17).
- De duur van de legislatuur wordt vastgelegd op drie jaar (art. 34).

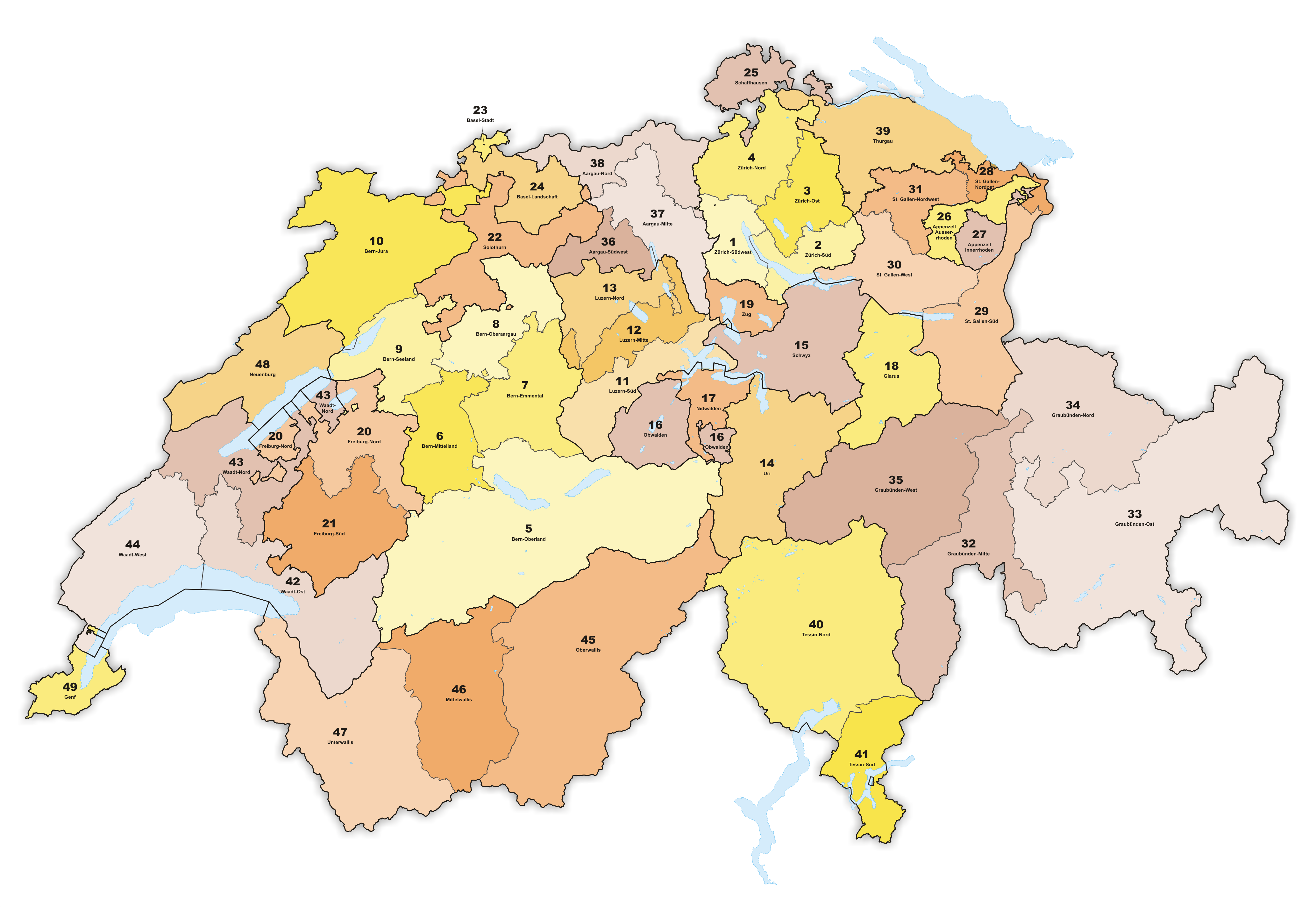
De 49 kiesdistricten zoals die golden voor de federale verkiezingen van 1851 tot die van 1860.

Het aantal zetels in de Nationale Raad werd ook verhoogd, van 111 naar 120. De kantons Aargau, Glarus, Luzern, Neuchâtel, Vaud en Zürich kregen elk één extra zetel toegewezen. Het kanton Bern kreeg drie extra zetels toegewezen.
De grenzen van de kiesarrondissementen werden tevens aangepast. In Thurgau werden vier kiesdistricten samengebracht tot één kiesdistrict. In Aargau en Ticino werden de enige kiesdistricten opgedeeld in respectievelijk drie en twee kiesdistricten.
De verkiezing van de Kantonsraad was evenwel nog niet federaal gereguleerd. Hierdoor hernieuwden bepaalde kantons het mandaat van hun senatoren gedurende meerdere legislaturen. De Kantonsraadsleden werden aangeduid door de Grote Raden, dat zijn de kantonnale parlementen, en dat op verschillende data in de aanloop naar 1 december 1851.
De parlementsverkiezingen van 1851 leidden weerom tot een grote overwinning van de linkse radicalen, zij het dat hun steun is afgenomen in vergelijking met de periode net na de Sonderbund-oorlog en de buitenlandse revoluties van 1848. De gematigde liberalen, de conservatieve katholieken en evangelisch rechts wonnen immers zetels bij ten koste van de linkse radicalen en democratisch links.

## Resultaat

### Algemeen
|  | Strekking/partij          | Ideologie                                          | Zetels Nationale Raad | Zetels Kantonsraad |
|  | ------------------------- | -------------------------------------------------- | --------------------- | ------------------ |
|  | linkse radicalen          | radicalen, radicaal-democraten, centrumlinks       | 78                    | 17                 |
|  | gematigde liberalen       | liberalen, gematigden, liberaaldemocraten, centrum | 16                    | 14                 |
|  | conservatieve katholieken | conservatieve katholieken, rechts                  | 16                    | 10                 |
|  | evangelisch rechts        | conservatieve protestanten, rechts                 | 7                     | 2                  |
|  | democratisch links        | links                                              | 3                     | -                  |
|  | onafhankelijken           | onafhankelijk                                      | -                     | 1                  |

### Nationale Raad
| Kanton                 | Totaal | democratisch links | linkse radicalen | gematigde liberalen | evangelisch rechts | conservatieve katholieken |
| ---------------------- | ------ | ------------------ | ---------------- | ------------------- | ------------------ | ------------------------- |
| Zürich                 | 13     | 1                  | 11 (+1)          | -                   | 1                  | -                         |
| Bern                   | 23     | -                  | 15 (+2)          | 0 (-3)              | 5 (+1)             | 3 (+3)                    |
| Luzern                 | 7      | -                  | 4                | 1                   | -                  | 2 (+1)                    |
| Uri                    | 1      | -                  | -                | -                   | -                  | 1                         |
| Schwyz                 | 2      | -                  | -                | 1                   | -                  | 1                         |
| Nidwalden              | 1      | -                  | -                | -                   | -                  | 1                         |
| Obwalden               | 1      | -                  | -                | -                   | -                  | 1                         |
| Glarus                 | 2      | -                  | 1                | 1 (+1)              | -                  | -                         |
| Zug                    | 1      | -                  | -                | -                   | -                  | 1                         |
| Fribourg               | 5      | -                  | 5 (+1)           | 0 (-1)              | -                  | -                         |
| Solothurn              | 3      | -                  | 3                | -                   | -                  | -                         |
| Bazel-Landschap        | 2      | 1                  | 1                | -                   | -                  | -                         |
| Bazel-Stad             | 1      | -                  | -                | 1                   | -                  | -                         |
| Schaffhausen           | 2      | -                  | 2                | -                   | -                  | -                         |
| Appenzell Ausserrhoden | 2      | -                  | 2                | -                   | -                  | -                         |
| Appenzell Innerrhoden  | 1      | -                  | -                | -                   | -                  | 1                         |
| Sankt Gallen           | 8      | -                  | 7 (+1)           | 1 (-1)              | -                  | -                         |
| Graubünden             | 4      | -                  | 1 (-1)           | 2 (+1)              | 1                  | -                         |
| Aargau                 | 10     | -                  | 4 (-4)           | 3 (+2)              | -                  | 3 (+3)                    |
| Thurgau                | 4      | 0 (-2)             | 4 (+2)           | -                   | -                  | -                         |
| Ticino                 | 6      | -                  | 4 (-2)           | 2 (+2)              | -                  | -                         |
| Vaud                   | 10     | 1 (-1)             | 5 (-2)           | 4 (+4)              | -                  | -                         |
| Wallis                 | 4      | -                  | 2                | -                   | -                  | 2                         |
| Neuchâtel              | 4      | -                  | 4 (+1)           | -                   | -                  | -                         |
| Genève                 | 3      | -                  | 3                | -                   | -                  | -                         |
| Zwitserland            | 120    | 3 (-3)             | 78 (-1)          | 16 (+5)             | 7 (+1)             | 16 (+7)                   |